# Baby Daddy
Baby Daddy (titulada Papá Canguro en España y Hola Papi en Hispanoamérica) es una serie televisiva de comedia estadounidense de la cadena ABC Family, protagonizada para Jean-Luc Bilodeau.
La cadena le dio el visto bueno a la serie el 2 de febrero del 2012, mientras que su producción empezó el 28 de marzo del 2012. Se estrenó el 20 de junio de 2012.

## Sinopsis
Ben (Jean-Luc Bilodeau), un chico de 20 años es sorprendido por su exnovia cuando esta le deja una bebe en la puerta de su apartamento. Ben decide criar a la niña con la ayuda de su hermano, Danny (Derek Theler), dos de sus mejores amigos, Riley (Chelsea Kane) y Tucker (Tahj Mowry), y con la ayuda de su madre Bonnie (Melissa Peterman).

## Reparto

### Elenco principal
- Jean-Luc Bilodeau como Benjamin "Ben" Bon Jovi Wheeler: el personaje principal de la serie. Él no sabe lo que quiere hacer con su vida a pesar de que tiene 21 años. Debe empezar a creer en sí mismo si va a criar a su hija.[4]
- Tahj Mowry como Tucker Dobbs: El mejor amigo de Ben y su compañero de piso. Tucker es amable con todo el mundo, siempre y cuando no se coman toda su comida.[5] Él y Bonnie son los únicos que conocen el amor de Danny por Riley.
- Derek Theler como Daniel "Danny" J. Wheeler: El hermano mayor de Ben. Juega para los Rangers. Está enamorado de Riley y es la única persona que sabe de los sentimientos de esta por Ben.[6]
- Melissa Peterman como Bonnie Wheeler: Es la madre Ben y Danny. Ella quería ser modelo, pero "nunca se recuperó" después de tener a Danny. Ella piensa que Ben no está listo para cuidar de una niña porque todavía le "compra los pañales". Ella y Tucker son los únicos que conocen los sentimientos de Danny por Riley.
- Chelsea Kane como Riley Perrin: amiga de Ben y vecina de al lado. Mejor amiga de Danny. Se ha dicho que ha perdido 200 libras (90,72 kg). Ella está enamorada de Ben, pero Danny es la única persona que lo sabe. Ella se ha graduado en la escuela de derecho.[7] La llamaban "Rilgantesca ". Empieza a tener sentimientos por Danny después de oír su mensaje.
- Emma Wheeler (Ali y Susanne (Susie) Hartman en la temporada 1; Mila y Zoey Beske desde la temporada 2):La hija de Ben una bebé muy tierna y muy graciosa. Hace muchas travesuras a pesar de su muy corta edad. Tiene tres meses. Fue dejada en la puerta de Ben por su exnovia.

## Episodios
| Temporada | Temporada | Episodios | Episodios | Emisión original      | Emisión original        |
| Temporada | Temporada | Episodios | Episodios | Primera emisión       | Última emisión          |
| --------- | --------- | --------- | --------- | --------------------- | ----------------------- |
|           | 1         | 10        | 10        | 20 de junio de 2012   | 29 de agosto de 2012    |
|           | 2         | 16        | 16        | 29 de mayo de 2013    | 11 de diciembre de 2013 |
|           | 3         | 21        | 21        | 15 de enero de 2014   | 18 de junio de 2014     |
|           | 4         | 22        | 22        | 22 de octubre de 2014 | 5 de agosto de 2015     |
|           | 5         | 20        | 20        | 3 de febrero de 2016  | 3 de agosto de 2016     |
|           | 6         | 11        | 11        | 13 de marzo de 2017   | 22 de mayo de 2017      |